# لياندرو رودريغيز
لياندرو خواكين رودريغيز تيليتشيا (بالإسبانية: Leandro Joaquín Rodríguez Telechea) (مواليد 19 نوفمبر 1992) لاعب كرة قدم أوروغوياني ، يلعب حاليًا لنادي إيفرتون في مركزي المهاجم الصريح والمهاجم الثاني.

## روابط خارجية
- لياندرو رودريغيز على موقع قاعدة بيانات كرة القدم.إي يو (الإنجليزية)
- لياندرو رودريغيز على موقع Soccerbase.com (لاعب) (الإنجليزية)
- لياندرو رودريغيز على موقع Soccerway.com (الإنجليزية)
- لياندرو رودريغيز على موقع AS.com (الإسبانية)